# Cross River
Cross River – stan w południowej części Nigerii.
Cross River sąsiaduje ze stanami Akwa Ibom, Benue, Ebonyi i Abia. Jego stolicą jest Calabar. Innymi większymi miastami w stanie Cross River są Ohafia oraz Ugep. Powstał w 1967. W 1987 odłączono od niego tereny obecnego stanu Akwa Ibom. W przeważającej części chrześcijańscy mieszkańcy stanu wywodzą się z ludów Efiks, Bekwara i Ejakam.

## Podział
Stan podzielony jest na 18 lokalnych obszarów administracyjnych:
| - Abi - Akamkpa - Akpabuyo - Bakassi - Bekwarra - Biase - Boki - Calabar Municipal - Calabar South | - Etung - Ikom - Obanliku - Obubra - Obudu - Odukpani - Ogoja - Yakuur - Yala |